# Albert Einstein: Creator and Rebel
Albert Einstein: Creator and Rebel ("Albert Einstein: creador y rebelde") es una biografía de Albert Einstein escrita por el también físico Banesh Hoffmann, que aborda tanto la vida personal y académica como los acontecimientos y personas del entorno del gran científico. El libro presenta asimismo fotografías de Einstein tomadas de sus archivos. En su redacción colaboró Helen Dukas, quien fuera secretaria de Einstein. 
Salió a la luz en 1955 por Viking Press. Se publicaron críticas del libro en muchos peridiódicos y revistas, entre ellos The New York Times y Los Angeles Times. Ha sido traducido al francés, alemán, español, italiano, ruso, esloveno, neerlandés, griego y japonés.